# Friedrich Hultsch
Friedrich Otto Hultsch (Dresda, 22 luglio 1833 – Dresda, 6 aprile 1906) è stato uno storico, filologo classico, matematico e numismatico tedesco.

## Biografia
Dopo aver compiuto dal 1851 al 1855 gli studi a Lipsia, ha insegnato in diverse scuole tedesche a Lipsia, Zwickau e Dresda.
Autore di numerosi saggi, in particolare sulla metrologia, disciplina per la quale ha illustrato le origini e l'evoluzione del sistema metrico in epoca antica. In questo ambito rientra, ad esempio, la sua opera più nota, la Griechische und römische metrologie, pubblicata a Berlino nel 1882, in cui ha identificato lo standard dello scrupolo in 11,38 grammi usato nelle prime monete d'argento, peraltro variamente criticato, e - in linea con l'opinione di Theodor Mommsen sulle origini babilonesi - datando le stesse al V secolo a.C.
Nello stesso indirizzo storico-scientifico si innestano i due volumi teubneriani delle Metrologicorum scriptorum reliquiae, editi tra il 1864 e il 1866.
È ricordato anche per un'importante edizione critica delle Storie di Polibio.